# Eleutherodactylus richmondi
The Bronze Coqui, Richmond's Coqui, Coquí Caoba, hoặc Eleutherodactylus richmondi (tên tiếng Anh: Coquí De Richmond) là một loài ếch trong họ Leptodactylidae. Chúng là loài đặc hữu của Puerto Rico.
Các môi trường sống tự nhiên của chúng là các khu rừng ẩm ướt đất thấp nhiệt đới hoặc cận nhiệt đới và các khu rừng vùng núi ẩm nhiệt đới hoặc cận nhiệt đới.